# Загорянский-Кисель, Сергей Фаддеевич
Сергей Фаддеевич Загорянский-Кисель (7 декабря 1816 — 20 января 1885) — вице-адмирал; комендант Николаевского порта.

## Биография
Родился 7 декабря 1816 года, происходил из дворян Смоленской губернии. Образование получил в Морском кадетском корпусе, из которого выпущен 21 декабря 1835 года мичманом в 33-й флотский экипаж.
В 1838 году, находясь в составе Черноморской флотилии на бриге «Фемистокл», участвовал в сражении с горцами, напавшими на экипажи военных судов, потерпевших крушение, причем в воздаяние «решительности, самопожертвования и храбрости», как сказано в формуляре, был награждён орденом Святого Станислава 3-й степени с мечами.
В 1841 году произведён в лейтенанты; в 1849 году назначен командиром буксирного парохода «Сулим», в 1852 году получил под свою команду шхуну «Дротик», с переводом в 39-й флотский экипаж капитан-лейтенантом.
Во время Восточной войны командовал бригом «Меркурий» (в 1853 году), а затем заведовал пятью канонерскими лодками и пятью казацкими баркасами на Азовском море.
Совершив 18 морских кампаний, удостоенный 7 апреля 1856 года награждения орденом св. Георгия 4-й степени (№ 9916 по кавалерскому списку Григоровича — Степанова), Загорянский-Кисель и по окончании Крымской войны продолжал нести службу на море. В 1856 году он командовал батальоном из десяти канонерок с десятью баркасами в отряде капитана 1-го ранга И. А. Ендогурова, затем транспортом «Рион» (в 1856—1857 годах), 41-м флотским экипажем (в 1858—1860 годах), 4-м ластовым экипажем (в 1860—1864 годах) и Николаевским портовым экипажами (в 1864—1866 годах). В 1861 году произведён в капитаны 2-го ранга, а 1 января 1864 года — 1-го ранга.
13 февраля 1867 года, по сокращении Черноморской флотилии и упразднении Николаевского портового экипажа, был прикомандирован к Черноморскому флотскому экипажу. 2 апреля 1873 года назначен заведующим инвалидными хуторами близ Николаева и Севастополя с производством в контр-адмиралы. Николаевским комендантом назначен в 1879 году; в вице-адмиралы произведён в 1884 году. Был членом военно-морского суда в Николаевском порте.
Умер 20 января 1885 года.

## Награды
Среди прочих наград Загорянский-Кисель имел ордена св. Анны 3-й степени (1849 год), Святого Станислава 2-й степени с императорской короной и мечами (1864 год), св. Анны 2-й степени (16 апреля 1872 года), св. Владимира 4-й степени (22 сентября 1872 года), св. Владимира 3-й степени (4 апреля 1876 года), Святого Станислава 1-й степени (1 апреля 1879 года).